# 秋田県立矢島高等学校
秋田県立矢島高等学校（あきたけんりつやしまこうとうがっこう）は、秋田県由利本荘市に所在する公立の高等学校。

## 概要
1926年（大正15年）矢島町立農業専修科として設立された。その後1948年（昭和23年）第22期卒業生をもって専修科を廃止。同年6月に新制秋田県立矢島高等学校（定時制課程）に移行した。1952年（昭和27年）に全日制課程（農業科、家庭科、普通科）を設置、1989年（平成元年）に全日制普通科のみとなった。また、かつては川内分校（定時制）と笹子分校（定時制のち全日制に移行）の2つの分校を有していたが、前者は1973年（昭和48年）に、後者は1999年（平成11年）に閉校した。
現在の校舎は2009年（平成21年）3月に竣工しているが、これは由利本荘市立矢島中学校と棟続きの同一の建物であり（矢島高校は建物正面右側、矢島中学校は建物正面左側）同年4月から中高連携がスタートしている。これは、地域の少子化に伴う高等学校再編の流れから矢島高校の存続を図るため、当時の矢島町が矢島中学校（当時は矢島町立矢島中学校）改築と高校改築を一体の事業として推進し、複合的教育ゾーンの形成を目指したことによるものである。中高連携の共通テーマとして、立・錬・情が掲げられており、中学校教員とのチーム・ティーチング（TT）授業や相互授業参観などの学習指導での協力の他、学校行事への共同参加も開始されている。なお、県立高等学校と市立の中学校が一体型校舎で連携するのは全国初の事例であるとされる。

### 設備
- 延床面積　約5,383 m2[1]

## 沿革
- 1926年（大正15年）4月 - 矢島町立農業専修科設置。
- 1948年（昭和23年） - 専修科廃止、秋田県立矢島高等学校（定時制課程）設置。
- 1951年（昭和26年）7月 - 笹子分室、川内分室（ともに定時制）開設。
  - 8月 - 笹子分室が分校となる。
- 1952年（昭和27年） - 全日制課程設置（農業科、家庭科、普通科）。
- 1954年（昭和27年）6月 - 校旗、校歌制定。
- 1959年（昭和34年）4月 - 酪農科設置、寄宿舎新設。
- 1962年（昭和37年）10月 - 体育館落成。
- 1963年（昭和38年）4月 - 家庭科を家政科に改称。
  - 11月 - 笹子分校の校舎が竣工。
- 1966年（昭和41年）11月 - 川内分校の校舎が竣工。
- 1967年（昭和42年）11月 - 矢島本校の校舎が改築され、新校舎が竣工する。2009年（平成21年）まで使用された。
- 1971年（昭和46年）3月 - 寄宿舎「時習寮」廃止。
- 1973年（昭和48年）3月 - 川内分校閉校。
- 1975年（昭和50年）4月 - 笹子分校が全日制に移行。
- 1976年（昭和51年）10月 - 創立50周年記念式典、現校訓「不憤不啓」を制定。
- 1978年（昭和53年）3月 - 定時制廃止。
- 1982年（昭和57年）3月 - 家政科募集停止、1984年（昭和59年）廃止。
- 1983年（昭和58年）4月 - 農業科、酪農科を農業経営科に改組。
- 1987年（昭和62年）3月 - 農業経営科募集停止、1989年（平成元年）廃止。
- 1999年（平成11年）3月 - 笹子分校閉校。
- 2006年（平成18年）4月 - 普通科文理、情報、福祉の3つのコースを設置。
  - 10月 - 創立80周年記念式典。
- 2009年（平成21年）4月 - 新校舎竣工・移転。由利本荘市立矢島中学校との中高連携がスタートする。

- 2001年（平成12年）から毎年ネパールでの研修を行なっている。

## 教育･制度
- 全日制課程
  - 普通科

教育課程は(文理)文系、理系、(地域創造)ビジネス系、福祉系の2コース4系統に２年次より分かれる。また、学校設定教科として「鳥海総合Ⅰ、Ⅱ、Ⅲ」があり、地域の自然や文化について具体的な体験や実践的な学習を通して学ぶことが志向されている。

## 部活動
- 運動部
  - 硬式野球、卓球、バドミントン、バレーボール、バスケットボール同好会、サッカー同好会、柔道同好会、
- 文化部
  - 吹奏楽、美術、ボランティア、茶道同好会

## アクセス
- 由利高原鉄道 鳥海山ろく線 矢島駅より徒歩8分。
- 羽後交通 本荘・伏見線で、｢矢島高校前｣下車。[2]

## 参考資料
1. ↑  広報ゆりほんじょうNO.97 2009（平成21年）4月1日号　アーカイブ
2. ↑  アクセス秋田県立矢島高等学校　2023年11月4日閲覧